# Matías Pérez (balonista)
Matías Pérez era um cubano de origem portuguesa que iniciou um negócio de toldos em Havana no século XIX. Era fascinado com a popularidade sempre em crescimento dos balões de ar quente e tornou-se piloto de balões, subindo pelo menos três vezes antes de desaparecer enquanto tentava ascender num balão do Campo de Marte, em Havana, a 28 de junho de 1856.
Alguns dias antes, Pérez tinha feito uma tentativa bem sucedida de ascender num balão, voando vários quilómetros. Contudo, a sua segunda tentativa tornou-se parte do folclore cubano: quando alguém ou algo desaparece do nada, dizem os cubanos: "Voló como Matías Pérez" (voou como Matías Pérez).

## Início de carreira
Matías Pérez, originalmente cidadão português, mudou-se para Cuba e iniciou com sucesso um negócio de venda de toldos. Era conhecido como o "rei dos toldos" na altura. Mas crê-se que Pérez sempre teve um interesse pela aeronáutica. Antes de comprar um balão ao piloto francês Eugène Godard, com quem tinha uma relação amigável, os dois homens tinham voado juntos de Havana no dia 21 de maio de 1856.

## Interesse em aeronáutica e voos famosos
Pérez não foi o primeiro piloto aeronáutico em solo cubano. Antes dele, o francês Eugenio Robertson, que apanhou voo a 19 de março de 1828, o francês Adolfo Theodore, que fez 3 ascensões em 1830, e o cubano Domingo Blineau (reconhecido como o primeiro cubano a construir um balão a partir do zero e a produzir pessoalmente gás hidrogénio para combustível).
A lista continua, e inclui o famoso piloto francês Eugène Godard, que pilotou o seu balão Ville de París (Cidade de Paris) muitas vezes na ilha, antes de o vender a Matías Péres por 1200 pesos.[carece de fontes?] Godard era um piloto e construtor de balões de renome. Ele construiu o seu primeiro protótipo em 1845, e lançou vários modelos no ano seguinte. Godard construiu um balão chamado Ville de París em 1850, no qual ganhou fama a 6 de outubro ao voar de Paris para Gits. A aeronave que Matías Pérez compraria em 1856 chamava-se também Ville de París. Se este era o mesmo balão é contestado, dado que existe um relatório de uma testemunha de que o original foi destruído pelo fogo em Marselha apenas um mês após o seu famoso voo.
Assim que Pérez obteve o navio, pediu autorização para o pilotar numa carta ao Capitão-General José Gutiérrez de la Concha. O primeiro voo ocorreu a 12 de junho de 1856, com excelentes condições atmosféricas.
O segundo voo decorreu a 28 de julho de 1856. Os jornais locais relataram que o vento era forte no dia em que o voo estava programado, o que fez com que Pérez atrasasse a sua ascensão. Finalmente decidiu ascender ao pôr do sol, por volta das 19:00 horas e nunca mais foi visto. O seu desaparecimento valeu-lhe um lugar na história cubana e na cultura popular.

## Na cultura popular

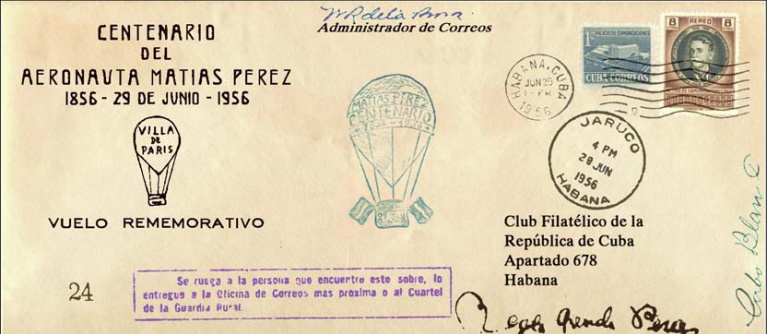
Envelope do centenário do voo a Matías Pérez

O seu desaparecimento deu lugar ao popular e antigo ditado  "Voló como Matías Pérez" (Voou como Matías Pérez) usado em ocasiões em que uma pessoa quer dar ênfase a alguém ou a algum objeto, desaparecido.
Coprefil, a agência oficial cubana responsável pela conceção, produção e venda de selos, celebrou o voo do 100.º aniversário de Matías Pérez com uma Edição do Primeiro Dia, a 29 de junho de 1956, e homenageou-o novamente como um dos primeiros pilotos cubanos com dois selos, no valor de 3 e 13 cêntimos respetivamente, mostrando a Plaza de Marte, o local de onde partiu, e o Forte Chorrera, onde aterrou após a sua primeira viagem bem sucedida em 1856.
Em 1969, a história de Matías Pérez foi traduzida numa série de banda desenhada periódica pelo artista Luis Lorenzo Sosa. Esta ficção científica aventuras afirma que o piloto foi raptado por alienígenas e levado para o longínquo planeta Strakon. Foi publicado semanalmente pela abril Publishing House, na revista Pionero Magazine.